# Virtua Racing
Virtua Racing eller VR är ett racingspel med Formel 1-bilar, utvecklat av Sega AM2, och släppt i oktober 1992.  Spelet räknas som ett av tidernas mest inflytelserika dator- och TV-spel. 

### Fotnoter
1. ↑  Prelude (14 mars 2008). ”15 Most Influential Games of All Time” (på engelska). Listal. http://www.listal.com/list/15-most-influential-games-all. Läst 26 april 2014.